# Tomme du Jura
La Tomme du Jura est originaire des montagnes jurassiennes en Franche-Comté et sa diffusion est plutôt locale.

## Fabrication
C'est un fromage au lait de vache, à pâte pressée non cuite
. Il a la forme d'une meule qui possède une croûte grisâtre recouverte de moisissures blanches. Il se caractérise par sa pâte mi-dure et des petits trous. 
Il contient 30 % de matière grasse. 

## Dégustation
Sa pâte fond sous la langue et dégage un parfum léger d'odeur de lait.

### Vins conseillés
- vin blanc : Côtes du Jura, Arbois,
- vin rouge : Arbois (cépages trousseau, poulsard)

### Saisons favorables
On peut le déguster toute l'année.